# Silos
Silos (španj., množina od silo: suho mjesto pod zemljom u koje se sprema sjemenje, žito, krma; skladište od grč. σ/ɛ/ιρός: jama /za spremanje žita/) je visoka građevina za spremanje žita, cementa i drugih rastresitih tvari. U osnovi ju čini jedan ili više uspravnih cjevastih spremnika, najčešće kružna, ali i četverokutna, šesterokutna ili osmerokutna presjeka, koji imaju ljevkasto dno s vratima za utovar u vozila i pražnjenje. Pune se odozgo, mehanički ili pneumatski. Radi mehanizacije punjenja i pražnjenja, silosi su opskrbljeni različitim uređajima: elevatorima, vodoravnim prenosilima (transporterima), pneumatskim crpkama i slično. Grade se od čelika, te armiranoga ili prednapregnutoga betona. Slične, ali u zemlju ukopane cjevaste građevine za smještaj, zaštitu i lansiranje strateških raketa također se nazivaju silosima.

## Silos za šećer
Silos za šećer je projektiran za skladištenje šećera u nepakiranom stanju. Silos je opremljen s dva odvojena sustava za održavanje parametara klime u prostoru za skladištenje šećera. Sustav grijanja plašta, poda i krova silosa osigurava stalnu temperaturu. Sustav sprječava kondenzaciju vlage na stjenkama silosa, koja bi mogla dovesti do zgrušavanja šećera. Zrak se zagrijava preko izmjenjivača topline voda/zrak i reverzibilnim ventilatorima, tjera kroz kanale na podu silosa, kroz dvostruki izolirajući plašt i kroz kutijaste krovne nosače. Drugi sustav je klima uređaj koji održava vlagu zraka u prostoru skladištenja na određenoj optimalnoj vrijednosti.
Iz silosa se šećer usmjerava ili na skladištenje u prostor silosa ili u pakirnicu i skladište pakiranog šećera. Kada se silos treba prazniti, otvaraju se zasuni u visini poda na središnjem tornju. Šećer pada na okretni stol koji se okreće oko središnjeg tornja i odatle se pomoću strugača skida u dizalo (elevator) smješteno u središnjem tornju. Dizalom se šećer podiže u najviši dio silosa i iz dizala istresa na tračni transporter i odvodi na pakiranje. Na svim presipnim mjestima nalaze se priključci sustava za otprašivanje. Stvorena prašina odsisava se iz prostora silosa i izdvaja na cijevnim filtracijskim elementima automatskim čišćenjem (otresanjem) pomoću komprimiranog zraka u protustruji. Poluproizvodi dobiveni tehnološkom postupku prerade repe su briketirani rezanac i melasa.

## Vanjske poveznice
|  | Zajednički poslužitelj ima još gradiva o temi Silos |